# Salomonische Fußballnationalmannschaft
Die salomonische Fußballnationalmannschaft ist das Auswahlteam des pazifischen Inselstaates der Salomonen.
Die Salomonen sind Mitglied des Weltfußballverbandes FIFA sowie des Regionalverbandes OFC. Somit nimmt man an den Qualifikationsspielen zu Fußball-Weltmeisterschaften sowie zum Ozeanienmeisterschaft teil. Bisher ist es der Mannschaft noch nicht gelungen, sich für die Fußball-Weltmeisterschaft zu qualifizieren. Für die Ozeanienmeisterschaft war man bisher sechsmal dabei.
Den größten Erfolg in der Geschichte der Nationalmannschaft konnte man bei den Qualifikationsspielen zur Fußball-Weltmeisterschaft 2006 in Deutschland verbuchen. In der zweiten Qualifikationsrunde Ozeaniens konnte man sich gegen Neuseeland durchsetzen. In den anschließenden Entscheidungsspielen um die Teilnahme an der Relegationsrunde unterlag man allerdings Australien in zwei Partien.
Bei der Ozeanienmeisterschaft 2004 belegte man hinter Australien den zweiten Rang.

## Die Salomonen bei der Fußball-Weltmeisterschaft
Bei der Qualifikation zur Fußball-Weltmeisterschaft 1994 in den Vereinigten Staaten nahmen die Salomonen das erste Mal an einem FIFA-Weltturnier teil. Doch bereits in der ersten Runde schied die Mannschaft gegen Australien und Tahiti mit nur einem Unentschieden (1:1 gegen Tahiti) aus.
Die Qualifikation zur Fußball-Weltmeisterschaft 1998 in Frankreich endete für die Salomonen erneut in der ersten Runde. Ohne einen Sieg gegen Papua-Neuguinea und Vanuatu reichte der zweite Tabellenrang hinter Papua-Neuguinea nicht für die zweite Runde.
Auch die Fußball-Weltmeisterschaft 2002 war für die Mannschaft nicht zu erreichen. Gegen Neuseeland, Tahiti, Vanuatu und die Cookinseln gewannen die Salomonen zwei Spiele und schossen dabei 17 Tore, doch am Ende belegte man nur den dritten Tabellenrang.
Die Qualifikation zur Fußball-Weltmeisterschaft 2006 in Deutschland verlief für die Salomonen recht erfolgreich. In der ersten Runde spielte das Team gegen Tahiti, Neukaledonien, Tonga und die Cookinseln und gewann drei von vier Spielen. Am Ende der ersten Runde belegte die Mannschaft den ersten Tabellenrang und zog in die zweite Runde ein. Hier trafen die Salomonen auf Australien, Neuseeland, Fidschi, Tahiti und Vanuatu. Da Neuseeland gegen Vanuatu verlor und die Salomonen gegen Australien ein 2:2 erreichten, qualifizierten sie sich für die Relegation. In zwei Spielen gegen Australien verlor man jedoch deutlich mit 0:7 und 1:2 und schied aus.
Bei der Qualifikation zur Fußball-Weltmeisterschaft 2010 schied die Mannschaft bereits in der ersten Runde, welche im Rahmen der Südpazifikspiele ausgetragen wurde, aus. Nachdem die Gruppenphase als Gruppensieger beendet wurde, verloren die Salomonen im Halbfinale gegen Neukaledonien mit 2:3.
Für die Weltmeisterschaft vier Jahre später in Brasilien qualifizierte sich das Land erneut nicht. Sie schieden in der dritten Qualifikationsrunde Ozeaniens als Gruppenletzter aus.
Das Team entwickelte sich unter dem neuen spanischen Trainer Felipe Vega-Arango Alonso weiter und erreichte bei der Qualifikation zur Fußball-Weltmeisterschaft 2018 in Russland die finale kontinentale Ausscheidung. Durch ein knappes 2:1 gegen Papua-Neuguinea am letzten Spieltag zogen sie in die beiden Finalspiele gegen Neuseeland ein. Das Hinspiel verloren sie in Auckland deutlich mit 1:6. Im Rückspiel erreichte das Team nach einem 0:2-Rückstand noch ein 2:2. Neuseeland qualifizierte sich somit für die interkontinentalen Play-offs. Bester salomonischer Torschütze der Qualifikation war mit drei Treffern der Kapitän und Rekordnationalspieler Henry Fa’arodo.

## Trainer
- Edward Ngara (1995–1996)
- Wilson Maelaua (1996)
- George Cowie (2000–2003)
- Alan Gillett (2004–2005)
- Ayrton Andrioli (2006–2009)
- Jacob Moli (2010–2014)
- Moses Toata (2015–2016)
- Felipe Vega-Arango (2017)
- Moses Toata (2018–2019)
- Wim Rijsbergen (2019)
- Stanley Waita (2020–2021) (interim)
- Felipe Vega-Arango (2021–2024)[4]
- Jacob Moli (seit 2014)[5]

## Spieler
- Batram Suri (1992–2005)
- Commins Menapi (2000–2008)

## Teilnahmen an Fußball-Weltmeisterschaften
- Vor Dezember 1963 keine Länderspiele
- 1966 bis 1990 – nicht teilgenommen
- 1994 bis 2026 – nicht qualifiziert

## Teilnahmen an der Ozeanienmeisterschaft
| Ozeanienmeisterschaft | Ozeanienmeisterschaft | Ozeanienmeisterschaft | Ozeanienmeisterschaft | Ozeanienmeisterschaft | Ozeanienmeisterschaft | Ozeanienmeisterschaft | Ozeanienmeisterschaft | Ozeanienmeisterschaft |
| Jahr                  | Runde                 | Platzierung           | Spiele                | Gewonnen              | Unentschieden         | Verloren              | Tore                  | Gegentore             |
| --------------------- | --------------------- | --------------------- | --------------------- | --------------------- | --------------------- | --------------------- | --------------------- | --------------------- |
| 1973                  | nicht teilgenommen    | nicht teilgenommen    | nicht teilgenommen    | nicht teilgenommen    | nicht teilgenommen    | nicht teilgenommen    | nicht teilgenommen    | nicht teilgenommen    |
| 1980                  | Vorrunde              | 8.                    | 3                     | 0                     | 0                     | 3                     | 3                     | 21                    |
| 1996                  | Halbfinale            | 3.                    | 2                     | 0                     | 0                     | 2                     | 1                     | 3                     |
| 1998                  | nicht qualifiziert    | nicht qualifiziert    | nicht qualifiziert    | nicht qualifiziert    | nicht qualifiziert    | nicht qualifiziert    | nicht qualifiziert    | nicht qualifiziert    |
| 2000                  | Spiel um Platz 3      | 3.                    | 4                     | 2                     | 0                     | 2                     | 7                     | 10                    |
| 2002                  | Vorrunde              | 6.                    | 3                     | 0                     | 1                     | 2                     | 3                     | 9                     |
| 2004                  | Finale                | 2.                    | 7                     | 3                     | 1                     | 3                     | 10                    | 17                    |
| 2008                  | nicht qualifiziert    | nicht qualifiziert    | nicht qualifiziert    | nicht qualifiziert    | nicht qualifiziert    | nicht qualifiziert    | nicht qualifiziert    | nicht qualifiziert    |
| 2012                  | Halbfinale            | 4.                    | 5                     | 1                     | 2                     | 2                     | 5                     | 6                     |
| 2016                  | Halbfinale            | 4.                    | 4                     | 1                     | 0                     | 3                     | 2                     | 4                     |
| / 2024                | Vorrunde              | 6.                    | 2                     | 0                     | 0                     | 2                     | 0                     | 4                     |
| Insgesamt             |                       | 8/11                  | 30                    | 7                     | 4                     | 19                    | 31                    | 74                    |

## Teilnahmen an den Südpazifik- und Pazifikspielen
Die Salomonen sind mit drei zweiten Plätzen die viertbeste Mannschaft bei diesem Wettbewerb.
- 1963 – Vierter
- 1966 – Vorrunde
- 1969 – Sechster (von sechs Teilnehmern)
- 1971 – nicht teilgenommen
- 1975 – Dritter
- 1979 – Dritter
- 1983 – Vorrunde
- 1987 – nicht teilgenommen
- 1991 – Zweiter
- 1995 – Zweiter
- 2003 – Vorrunde
- 2007 – Vierter
- 2011 – Zweiter
- 2015 – Vorrunde
- 2019 – Vorrunde
- 2023 – Zweiter

## Teilnahmen am Melanesien-Cup
Die Salomonen nahm an allen bisherigen Austragungen teil und konnten sich einmal in die Siegerliste eintragen.
- 1988 – Zweiter
- 1989 – Dritter
- 1990 – Vierter
- 1992 – Dritter
- 1994 – Sieger
- 1998 – Dritter
- 2000 – Zweiter